# (35748) 1999 GK32
1999 GK32 (asteroide 35748) é um asteroide da cintura principal. Possui uma excentricidade de 0.06592270 e uma inclinação de 6.62694º.
Este asteroide foi descoberto no dia 7 de abril de 1999 por LINEAR em Socorro.